# Municipio de New Richland
El municipio de New Richland (en inglés: New Richland Township) es un municipio ubicado en el condado de Waseca en el estado estadounidense de Minnesota. En el año 2010 tenía una población de 443 habitantes y una densidad poblacional de 4,82 personas por km².

## Geografía
El municipio de New Richland se encuentra ubicado en las coordenadas 43°53′4″N 93°27′36″O / 43.88444, -93.46000. Según la Oficina del Censo de los Estados Unidos, el municipio tiene una superficie total de 91.94 km², de la cual 91,51 km² corresponden a tierra firme y (0,47 %) 0,43 km² es agua.

## Demografía
Según el censo de 2010, había 443 personas residiendo en el municipio de New Richland. La densidad de población era de 4,82 hab./km². De los 443 habitantes, el municipio de New Richland estaba compuesto por el 98,19 % blancos, el 1,13 % eran asiáticos y el 0,68 % eran de una mezcla de razas. Del total de la población el 0,23 % eran hispanos o latinos de cualquier raza.